# Embleem van Tokelau

Embleem van de Tokelau-eilanden

Het embleem van Tokelau is een traditionele uit hout gemaakte tuluma, die gebruikt wordt door vissers. Het witte kruis in het midden van de tuluma en de inscriptie eronder, het nationale motto Tokelau mo te Atua ('Tokelau voor God'), staan voor het sterke christelijke geloof op de eilanden.

## Geschiedenis
Het Parlement van Tokelau keurde het design voor het nationale embleem goed in mei 2008, samen met de nieuwe vlag. Tot dan werden de Nieuw-Zeelandse vlag en wapenschild gebruikt.
Australië · Fiji · Kiribati · Marshalleilanden · Micronesia · Nauru · Nieuw-Zeeland · Oost-Timor · Palau · Papoea-Nieuw-Guinea · Salomonseilanden · Samoa · Tonga · Tuvalu · Vanuatu
Afhankelijke gebieden

Amerikaans-Samoa · Cookeilanden · Frans-Polynesië · Guam · Nieuw-Caledonië · Niue · Norfolk · Noordelijke Marianen · Pitcairn · Tokelau-eilanden · Wallis en Futuna